# インドメタシン
インドメタシン（英: indometacin）とは、非ステロイド性抗炎症薬の一つ。アラキドン酸カスケードにおけるシクロオキシゲナーゼ（COX）を阻害することによりプロスタグランジン類の生成を抑制することによって抗炎症作用を示す。また、抗炎症作用以外に鎮痛作用を持つ。
プロドラッグとしてインドメタシンファルネシル、アセメタシンがある。

## 効能
最も効果のある症状は、好酸球性膿疱性毛包炎である。これはPGE2産生に関与するシクロオキシゲナーゼ1（COX-1）を阻害し、Th2サイトカインによる好酸球増殖や機能亢進を抑制するといわれている。

## 副作用
最も多い副作用は、胃腸症状である。重症化することはめったにないが、胃潰瘍などのNSAID潰瘍にも、念のため注意が必要である。
人によっては発疹ができたり、喘息発作を起こすおそれがある。アレルギー体質の人や、元々喘息にかかったことのある人には要注意である。
そのほか、腎臓や肝臓の働きが悪くなったり、血液に異常が出ることがある。
妊娠後期において、動脈管収縮、胎児循環持続症、羊水減少、新生児壊死性腸炎といった胎児毒性があり妊婦への使用は避けるべきである。